# Месік (Мічиган)
Месік (англ. Mesick) — селище (англ. village) в США, в окрузі Вексфорд штату Мічиган. Населення — 397 осіб (2020).

## Географія
Месік розташований за координатами 44°24′12″ пн. ш. 85°43′7″ зх. д. / 44.40333° пн. ш. 85.71861° зх. д. (44.403239, -85.718634).  За даними Бюро перепису населення США в 2010 році селище мало площу 3,37 км², з яких 3,35 км² — суходіл та 0,01 км² — водойми.

## Демографія
Згідно з переписом 2010 року, у селищі мешкали 394 особи в 161 домогосподарстві у складі 103 родин. Густота населення становила 117 осіб/км².  Було 190 помешкань (56/км²).
Расовий склад населення:
| - 96,7 % — білих - 1,0 % — корінних американців - 0,3 % — вихідців з тихоокеанських островів - 0,3 % — чорних або афроамериканців |

До двох чи більше рас належало 1,0 %. Частка іспаномовних становила 3,3 % від усіх жителів.
За віковим діапазоном населення розподілялося таким чином: 25,9 % — особи молодші 18 років, 58,4 % — особи у віці 18—64 років, 15,7 % — особи у віці 65 років та старші. Медіана віку мешканця становила 37,8 року. На 100 осіб жіночої статі у селищі припадало 96,0 чоловіків;  на 100 жінок у віці від 18 років та старших — 90,8 чоловіків також старших 18 років.
Середній дохід на одне домашнє господарство  становив 35 624 долари США (медіана — 27 857), а середній дохід на одну сім'ю — 38 898 доларів (медіана — 33 333). Медіана доходів становила 31 500 доларів для чоловіків та 21 250 доларів для жінок. За межею бідності перебувало 38,8 % осіб, у тому числі 64,0 % дітей у віці до 18 років та 12,5 % осіб у віці 65 років та старших.
Цивільне працевлаштоване населення становило 132 особи. Основні галузі зайнятості: роздрібна торгівля — 23,5 %, мистецтво, розваги та відпочинок — 15,9 %, освіта, охорона здоров'я та соціальна допомога — 14,4 %.